# Trupanea stellata
Trupanea stellata ist eine Fliege aus der Familie der Bohrfliegen (Tephritidae).

## Merkmale
Die Fliegen erreichen eine Körperlänge von 1,5 bis 3 Millimetern (Männchen) bzw. 2,7 bis 4,5 Millimetern (Weibchen). Der Körper ist größtenteils schwarz gefärbt und dicht bläulichgrau bestäubt sowie weiß behaart. Der Kopf ist gelblich, Gesicht, Wangen, Backen und die Ränder der Facettenaugen sind weißlich gefärbt. Beim Männchen ist das dritte Glied der Fühler dunkelbraun, wohingegen es bei den Weibchen gelb gefärbt ist. Die Borsten am Körper sind fahlbraun, die Beine gelb. Die Flügel sind teilweise milchig, teilweise durchsichtig und haben einen schwarzbraunen, sternförmigen Fleck nahe der Flügelspitze. Dort wo die Adern R2+3 münden liegt meistens ein weißer Fleck. Vom dunklen Fleck führen keine Strahlen zu den Mündungen von R4+5 sowie m. Die beiden Queradern sind braun eingefasst.

## Vorkommen und Lebensweise
Die Tiere kommen in Ostafrika und Europa bis Zentralasien vor. Die Larven entwickeln sich in den Blütenköpfen verschiedener Korbblütler (Asteraceae) sowie in Artemisia.

## Belege